# François Blais (écrivain)
Pour les articles homonymes, voir François Blais et Blais.
François Blais, né le 3 janvier 1973 à Grand-Mère et mort le 14 mai 2022, à Charette en Mauricie, est un écrivain québécois.

## Biographie
François Blais grandit à Grand-Mère, une petite municipalité située en Mauricie au Québec.
Il est traducteur à son compte lorsqu’il publie en 2006 son premier roman, Iphigénie en Haute-Ville. Il habite alors la ville de Québec.
Cet ouvrage est immédiatement remarqué et se retrouve en lice pour plusieurs prix littéraires, soit le Prix des libraires du Québec, le Prix France-Québec et le Prix Senghor de la création littéraire.
Alors qu'il travaille principalement comme traducteur, il publie dès lors un livre presque chaque année.
En 2016, il s’installe dans une ferme du petit village de Charette (comté de Maskinongé) où il vit avec sa sœur,.
Parallèlement à l'écriture, il exerce alors le métier de concierge de nuit dans un centre commercial de Trois-Rivières.
De 2018 à 2022, il tient une chronique dans la revue de consommation Protégez-Vous.
Il se suicide à l'âge de 49 ans, dans la nuit du 13 au 14 mai 2022.

### Autour de l’œuvre
Son œuvre se caractérise par un humour décalé et décapant. Ses romans sont souvent ancrés dans la région d’où il est originaire, soit la petite ville de Grand-Mère et la ville de Shawinigan.
Ses écrits comportent des éléments autobiographiques, sans toutefois appartenir à la catégorie de l’autofiction. L’auteur était d'ailleurs avare de détails biographiques dans les rares entrevues qu'il accordait.
Son roman La classe de madame Valérie, publié en 2013, qui retrace sur deux décennies le parcours de vie d’un groupe d’élèves de 11 ans d’une même classe à l’école primaire, l’école Laflèche de Grand-Mère, est particulièrement remarqué, recevant entre autres les éloges de Pierre Foglia.
À partir de 2016, il alterne les titres pour adultes et les ouvrages pour jeunes lecteurs. Son roman Un livre sur Mélanie Cabay, publié en 2018, s’inspire d’un fait divers réel, la disparition et la mort d’une jeune femme en 1994,,.
Il est traduit pour la première fois en 2018, quand son roman Document 1 paraît en anglais sous le même titre. La même année, il remporte le Prix des Horizons imaginaires pour Les rivières, suivi de Les montagnes. En 2019, Document 1 est publié en espagnol sous le titre Documento1 chez Editorial Barrett, dans une traduction de Luisa Lucuix. En 2024, Document 1 est publié en italien chez Edizioni Forme Libere, traduit par Silvia Bonavero .
Il remporte en 2020 le prestigieux Prix du Gouverneur général : littérature jeunesse de langue française - texte pour son roman Lac Adélard, illustré par Iris et publié à La courte échelle. Le même livre lui vaut l'année suivante le Prix jeunesse des libraires du Québec dans la catégorie 12-17 ans.
À l'automne 2022, son roman jeunesse posthume Le garçon aux pieds à l'envers fait l'objet d'une mise en garde du ministère de la Santé affirmant que le livre pourrait inciter le jeune lectorat au suicide.
L'initiative suscite plusieurs réactions négatives de la part du milieu littéraire,, médiatique, et médical.

## Œuvres

### Romans et nouvelles
- Iphigénie en Haute-Ville, Longueuil, L’Instant même, 2006, 200 p.  (ISBN 9782895022824)
- Nous autres ça compte pas, Longueuil, L’instant même, 2007, 177 p.  (ISBN 9782895022473)
- Le Vengeur masqué contre les hommes-perchaude de la lune, Longueuil, Éditions Hurtubise HMH coll. texture, 2008, 115 p.   (ISBN 9782896471416)
- Vie d’Anne-Sophie Bonenfant, Longueuil, L’instant même, 2009, 241 p.  (ISBN 9782895022862)
- La nuit des morts-vivants, Longueuil, L’instant même, 2011, 171 p.  (ISBN 9782895023074)
- Document 1, Longueuil, L’instant même, 2012, 179 p.  (ISBN 9782895023197)
- La classe de madame Valérie, Longueuil, L’instant même, 2013, 400 p.  (ISBN 9782895023357)
- Sam, Longueuil, L’instant même, 2014, 190 p.  (ISBN 9782895023456)
- Cataonie (nouvelles), Longueuil, L’instant même, 2015, 117 p.  (ISBN 9782895023609)
- Les Rivières, suivi de Les Montagnes : Deux histoires de fantômes (nouvelles), Longueuil, L’instant même, 2017, 188 p.  (ISBN 9782895023906)
- Un livre sur Mélanie Cabay, Longueuil, L’instant même, 2018, 125 p.  (ISBN 9782895024064)
- La seule chose qui intéresse tout le monde, Longueuil, L’instant même, 2021, 173 p.  (ISBN 9782895024521)

### Ouvrages pour la jeunesse
- 752 lapins, illustré par Valérie Boivin, Montréal, Les 400 coups, 2016, 32 p.  (ISBN 9782895406853)
- Le livre où la poule meurt à la fin, illustré par Valérie Boivin, Montréal, Les 400 coups, 2017, 32 p.  (ISBN 9782895406976)
- Lac Adélard, illustré par Iris, Montréal, La courte échelle, 2019, 250 p.  (ISBN 9782897742249)
- L’Horoscope, illustré par Valérie Boivin, Montréal, Les 400 coups, 2020, 32 p.   (ISBN 9782895408659)
- Le garçon aux pieds à l'envers, Montréal, Fides, 2022.  (ISBN 9782762145496)
- Le fantôme qui voulait exister, illustré par Iris Boudreau, Varennes (Québec), Comme des Géants, 2024, 48 p.  (ISBN 9782925154082)

### Collectifs
- Nous avons un problème, nouvelle dans le recueil collectif Il n’y a que les fous, Longueuil, L’instant même, 2015, 149 p.  (ISBN 9782895028833 et 2895028834)
- L'arnaque, nouvelle dans le recueil collectif de nouvelles érotiques Pulpe, Montréal, Québec Amérique, 2017, 352 p.  (ISBN 978-2-7644-3375-1)

## Prix et honneurs
- 2023: Lauréat à titre posthume du Prix du livre jeunesse des Bibliothèques de Montréal pour Le garçon aux pieds à l’envers (éditions Fides)
- 2021: Lauréat du Prix jeunesse des libraires du Québec, (Catégorie Québec, 12-17 ans) pour Lac Adélard, illustré par Iris (La courte échelle)
- 2020: Lauréat du Prix du Gouverneur général : littérature jeunesse de langue française - texte pour Lac Adélard, illustré par Iris (La courte échelle)
- 2019: Co-lauréat du Prix jeunesse des libraires, catégorie 6-11 ans avec Valérie Boivin pour Le livre où la poule meurt à la fin (Les 400 coups)
- 2014: Finaliste au Prix des libraires pour son roman La classe de madame Valérie (L’instant même)
- 2013: Lauréat du Prix de création littéraire de la Bibliothèque de Québec-Salon international du livre de Québec pour son roman Document 1
- 2013: Finaliste au Prix des libraires pour son roman Document 1 (L’instant même)
- 2007: Finaliste au Prix des libraires pour son roman Iphigénie en Haute-Ville (L’instant même)